# CRISP-DM
Cross-industry standard process for data mining, популярен с абревиатурата си CRISP-DM (в превод: „Индустриален стандартен процес за извличане на знания от данни“), е модел на процеса на извличане на знания от данни (data mining), който описва обичайни подходи, които експертите в областта използват за решаването на определени проблеми. Проучвания, провеждани през 2002, 2004, 2007 и 2014 показват, че CRISP-DM е водещата методология, използвана за нуждите на индустрията. Критичен обзор на моделите на процесите на data mining през 2009 определя CRISP-DM като „де факто стандарт за разработка на проекти по откриване на знания и извличане на знания от данни“. През 2015 година, IBM публикува нова методология, наречена Analytics Solutions Unified Method for Data Mining/Predictive Analytics (also known as ASUM-DM) which refines and extends CRISP-DM.

## История
CRISP-DM е замислен през 1996 година. През 1997 година е реализиран като проект с финансиране на Европейския съюз по програма ESPRIT. Проектът е воден от пет компании: SPSS, Teradata, Daimler AG, NCR Corporation и застрахователната компания OHRA. Този консорциум влиза в проекта с различен опит и компетенции по извличането на знания от големи масиви от данни.
Първата версия на методологията е представена в Брюксел през март 1999 и по-късно същата година е публикувано постъпково ръководство за извличане на знания от данни.
Между 2006 и 2008 година е сформирана специална група по интереси, която дискутира ъпдейтването на процесния модел на CRISP-DM. Понастоящем не е публично известно групата да е излязла със становище,
а оригиналният сайт на методологията, crisp-dm.org, цитиран в обзорите, не са активни.
Въпреки че методологията се ползва и от много несвързани с IBM практици на извличането на знания от данни, основната корпорация, която застава зад CRISP-DM е IBM, която предоставя достъп за сваляне на документи, свързани с методологията и я е инкорпорирала в софтуерния си продукт SPSS Modeler.

## Основни фази
CRISP-DM разделя процеса по data mining в шест основни фази. Последователността на фазите не е строга и се налага да се цикли между някои от тях. Стрелките в илюстрацията сочат най-важните и често проявяващи се зависимости между фазите. Външният кръг в диаграмата символизира цикличната природа на самия процес data mining, който продължава и след като бъде открито решение. Шестте фази на CRISP-DM са:
Разбиране на проблемната област (Business understanding)
това е началният етап, който се фокусира върху дефинирането на целите на изследванията и съответните изисквания от гледната точка на бизнеса. След завършването на етапа тези знания трябва да бъдат превърнати в дефиниции на задачи за сондиране на данни и да се състави предварителен план как тези цели могат да бъдат постигнати.
Разбиране на данните (Data understanding)
Етапът започва с първоначално събиране на данни и продължава с дейности, целящи задълбочаване на знанията на изследователя за естеството на данните. На този етап е необходимо да бъдат идентифицирани проблеми, свързани с качеството на данните, да бъде получено първоначално мнение за характера на данните, да бъдат намерени интересните подмножества на данните, за да бъдат формирани първоначални хипотези за скритата в данните информация.
Подготовката на данните (Data preparation)
Етапът покрива всички дейности по създаване от първоначални „сурови“ данни на крайното множество от данни (т.е. данни, които ще бъдат използвани от моделиращите средства). Етапът на подготовката на данни често се налага да бъде изпълняван многократно и по различно време. Задачите по подготовката на данни включват в себе си избор на таблиците с данни, техни атрибути и отделни записи, както и трансформация и изчистване на данни.
Моделиране (Modeling)
Този етап се състои от избор и прилагане на различни техники за моделиране, целящи извличане на закономерности от данните. Параметрите на моделите се калибрират до свои оптимални стойности. Тъй като някои модели имат свои специфични изисквания към форма̀та на данните, на този етап често се налага връщането към етапа за подготовката на данни.
Оценка на модела (Model evaluation)
Етапът се състои във внимателно преглеждане на всички стъпки, изпълнени при създаването на конкретния модел, за да се осигури, че те постигат поставените цели. В края на този етап се приема решение за използване на получените в процеса на сондиране резултати.
Експлоатация на модела (Deployment)
Експлоатацията е свързана с необходимостта от наблюдение и стратегия за експлоатация. На този етап следва да се определи дали и кога да се поднови процедурата по извличане на знания от данни и при какви условия.